# 新文化通信社
株式会社新文化通信社（しんぶんかつうしんしゃ）は、出版業界の専門紙「新文化」を発行する日本の新聞社である。
1991年（平成3年）より新文化の縮刷版の発行や、2001年（平成13年）開始の新文化オンライン（Shinbunka ONLINE）の運営も行っている。

## 歴史
1930年（昭和5年）に丸島誠によって「出版通信」として創刊された。1940年（昭和15年）に、日本出版文化協会（文協）などができ、出版に対しての政府の統制が始まっているが、その関連で「出版通信」も、帆刈芳之助の「出版研究所報」、「出版文化通信」と企業合同を経て「出版共同新聞」と改題し1943年（昭和18年）まで発行された。
戦時中は、出版界全体の機関誌としても働いた。「出版共同新聞」の社説を書いたのは帆刈であったが、そこには文協の朝日新聞社重視の体制を批判、改革を訴える文なども掲載し、1942年（昭和17年）7月には政府による印刷差止めの処分を受けたこともあった。だが、業界の支援あって、その後も刊行を続けることができた。だが1943年（昭和18年）2月、国家総動員法に基づいて日本出版会が設立され、協会は東京の業界紙すべてを廃刊することを決定、同年6月2日号で「出版共同新聞」は歴史を終えた。
1950年（昭和25年）12月、丸島誠により新文化通信社として復活、週刊紙「新文化」を創刊した。「新文化」のバックナンバーは、同社の縮刷版の他、公式サイトの新文化デジタルアーカイブにて有料で閲覧ができる。「出版通信」と「出版合同新聞」については、創業50周年を記念して2002年に発行された『出版通信・出版同盟新聞 復刻版』で見ることができる。
新文化オンラインでは出版業界に関するニュースを「ニュースフラッシュ」として速報し、また、本紙から一部抜き出された記事などを読むことができる。